# Campionati austriaci di sci alpino 2018
I Campionati austriaci di sci alpino 2018 si sono svolti a Ramsau am Dachstein, Reiteralm e Saalbach-Hinterglemm dal 19 al 27 marzo. Il programma ha incluso gare di discesa libera, supergigante, slalom gigante e slalom speciale, tutte sia maschili sia femminili.
Trattandosi di competizioni valide anche ai fini del punteggio FIS, vi hanno partecipato anche sciatori di altre federazioni, senza che questo consentisse loro di concorrere al titolo nazionale austriaco.

## Risultati

### Uomini

#### Discesa libera
| Pos. | Atleta            | Nazione | Tempo   |
| ---- | ----------------- | ------- | ------- |
| 1    | Otmar Striedinger | Austria | 1:19,52 |
| 2    | Max Franz         | Austria | 1:19,54 |
| 3    | Sebastian Arzt    | Austria | 1:19,63 |
| 4    | Romed Baumann     | Austria | 1:19,64 |
| 5    | Matthias Mayer    | Austria | 1:19,70 |
| 6    | Daniel Danklmaier | Austria | 1:19,82 |
| 7    | Christian Walder  | Austria | 1:20,00 |
| 8    | Stefan Babinsky   | Austria | 1:20,30 |
| 9    | Marco Schwarz     | Austria | 1:20,37 |
| 10   | Stefan Rieser     | Austria | 1:20,41 |

Data: 23 marzo

Località: Saalbach-Hinterglemm

Ore: 11.30 (UTC+1)

Pista: Zwölfer

Partenza: 1 697 m s.l.m.

Arrivo: 1 060 m s.l.m.

Dislivello: 637 m

Tracciatore: Sepp Brunner

#### Supergigante
| Pos. | Atleta                 | Nazione | Tempo   |
| ---- | ---------------------- | ------- | ------- |
| 1    | Vincent Kriechmayr     | Austria | 1:09,68 |
| 2    | Maximilian Lahnsteiner | Austria | 1:09,79 |
| 3    | Daniel Hemetsberger    | Austria | 1:09,96 |
| 4    | Christopher Neumayer   | Austria | 1:10,07 |
| 5    | Max Franz              | Austria | 1:10,12 |
| 6    | Thomas Mayrpeter       | Austria | 1:10,13 |
| 7    | Sebastian Arzt         | Austria | 1:10,14 |
| 8    | Daniel Danklmaier      | Austria | 1:10,15 |
| 9    | Marco Schwarz          | Austria | 1:10,25 |
| 10   | Michael Offenhauser    | Austria | 1:10,26 |

Data: 21 marzo

Località: Saalbach-Hinterglemm

Ore: 

Pista: Zwölfer

Partenza: 1 542 m s.l.m.

Arrivo: 1 060 m s.l.m.

Dislivello: 482 m

Tracciatore: Werner Franz

#### Slalom gigante
| Pos. | Atleta            | Nazione  | Tempo   |
| ---- | ----------------- | -------- | ------- |
| 1    | Manuel Feller     | Austria  | 2:11,24 |
| 2    | Johannes Strolz   | Austria  | 2:12,42 |
| 3    | Marco Schwarz     | Austria  | 2:12,59 |
| 4    | Patrick Feurstein | Austria  | 2:12,62 |
| 5    | Magnus Walch      | Austria  | 2:12,65 |
| 6    | Cédric Noger      | Svizzera | 2:12,82 |
| 7    | Linus Straßer     | Germania | 2:13,57 |
| 8    | Mathias Graf      | Austria  | 2:13,90 |
| 9    | Marcel Mathis     | Austria  | 2:13,91 |
| 10   | Semyel Bissig     | Svizzera | 2:14,06 |

Data: 27 marzo

Località: Reiteralm

1ª manche:

Ore: 9.00 (UTC+1)

Pista: 

Partenza: 1 186 m s.l.m.

Arrivo: 798 m s.l.m.

Dislivello: 388 m

Tracciatore: Wolfgang Erharter
2ª manche:

Ore: 11.30 (UTC+1)

Pista: 

Partenza: 1 186 m s.l.m.

Arrivo: 798 m s.l.m.

Dislivello: 388 m

Tracciatore: Heimo Kogler

#### Slalom speciale
| Pos. | Atleta             | Nazione  | Tempo   |
| ---- | ------------------ | -------- | ------- |
| 1    | Michael Matt       | Austria  | 1:38,80 |
| 2    | Marco Schwarz      | Austria  | 1:38,99 |
| 3    | Johannes Strolz    | Austria  | 1:39,45 |
| 4    | Sebastian Holzmann | Germania | 1:40,75 |
| 5    | Dominik Raschner   | Austria  | 1:41,07 |
| 6    | Richard Leitgeb    | Austria  | 1:41,52 |
| 7    | Adrian Pertl       | Austria  | 1:41,62 |
| 8    | Semyel Bissig      | Svizzera | 1:41,77 |
| 9    | Fabian Zeiringer   | Austria  | 1:41,82 |
| 10   | Istok Rodeš        | Croazia  | 1:42,00 |

Data: 26 marzo

Località: Ramsau am Dachstein

1ª manche:

Ore: 9.00 (UTC+1)

Pista: 

Partenza: 1 370 m s.l.m.

Arrivo: 1 194 m s.l.m.

Dislivello: 176 m

Tracciatore: Paulus Schwarzacher
2ª manche:

Ore: 11.30 (UTC+1)

Pista: 

Partenza: 1 370 m s.l.m.

Arrivo: 1 194 m s.l.m.

Dislivello: 176 m

Tracciatore: Karl Thaler

### Donne

#### Discesa libera
| Pos. | Atleta              | Nazione | Tempo   |
| ---- | ------------------- | ------- | ------- |
| 1    | Christine Scheyer   | Austria | 1:21,88 |
| 2    | Ramona Siebenhofer  | Austria | 1:21,93 |
| 3    | Ariane Rädler       | Austria | 1:22,75 |
| 4    | Stephanie Venier    | Austria | 1:22,80 |
| 5    | Nicole Schmidhofer  | Austria | 1:23,09 |
| 6    | Elisabeth Kappaurer | Austria | 1:23,24 |
| 7    | Nina Ortlieb        | Austria | 1:23,30 |
| 8    | Julia Eder          | Austria | 1:23,86 |
| 9    | Tamara Tippler      | Austria | 1:23,91 |
| 10   | Johanna Greber      | Austria | 1:24,15 |

Data: 20 marzo

Località: Saalbach-Hinterglemm

Ore: 

Pista: Zwölfer

Partenza: 1 697 m s.l.m.

Arrivo: 1 060 m s.l.m.

Dislivello: 637 m

Tracciatore: Roland Assinger

#### Supergigante
| Pos. | Atleta                | Nazione | Tempo   |
| ---- | --------------------- | ------- | ------- |
| 1    | Ricarda Haaser        | Austria | 1:15,51 |
| 2    | Tamara Tippler        | Austria | 1:15,86 |
| 3    | Michelle Niederwieser | Austria | 1:16,01 |
| 4    | Nina Ortlieb          | Austria | 1:16,04 |
| 5    | Elisabeth Kappaurer   | Austria | 1:16,06 |
| 6    | Michaela Heider       | Austria | 1:16,14 |
| 7    | Ramona Siebenhofer    | Austria | 1:16,36 |
| 8    | Elisabeth Reisinger   | Austria | 1:16,55 |
| 9    | Julia Scheib          | Austria | 1:16,61 |
| 10   | Ariane Rädler         | Austria | 1:16,65 |
| 10   | Christine Scheyer     | Austria | 1:16,65 |

Data: 21 marzo

Località: Saalbach-Hinterglemm

Ore: 

Pista: Zwölfer

Partenza: 1 542 m s.l.m.

Arrivo: 1 060 m s.l.m.

Dislivello: 482 m

Tracciatore: Christoph Alster

#### Slalom gigante
| Pos. | Atleta                  | Nazione     | Tempo   |
| ---- | ----------------------- | ----------- | ------- |
| 1    | Elisabeth Kappaurer     | Austria     | 2:19,77 |
| 2    | Ricarda Haaser          | Austria     | 2:19,82 |
| 3    | Elisa Mörzinger         | Austria     | 2:20,40 |
| 4    | Adriana Jelínková       | Paesi Bassi | 2:20,80 |
| 5    | Maryna Gąsienica-Daniel | Polonia     | 2:21,08 |
| 6    | Katharina Truppe        | Austria     | 2:21,28 |
| 7    | Christine Scheyer       | Austria     | 2:21,35 |
| 8    | Veronique Hronek        | Germania    | 2:21,46 |
| 9    | Katharina Gallhuber     | Austria     | 2:21,82 |
| 10   | Ariane Rädler           | Austria     | 2:22,00 |

Data: 26 marzo

Località: Reiteralm

1ª manche:

Ore: 9.00 (UTC+1)

Pista: 

Partenza: 1 186 m s.l.m.

Arrivo: 798 m s.l.m.

Dislivello: 388 m

Tracciatore: Thomas Trinker
2ª manche:

Ore: 11.30 (UTC+1)

Pista: 

Partenza: 1 186 m s.l.m.

Arrivo: 798 m s.l.m.

Dislivello: 388 m

Tracciatore: Stefan Schwab

#### Slalom speciale
| Pos. | Atleta               | Nazione     | Tempo   |
| ---- | -------------------- | ----------- | ------- |
| 1    | Bernadette Schild    | Austria     | 1:38,75 |
| 2    | Hannah Köck          | Austria     | 1:39,12 |
| 3    | Katharina Truppe     | Austria     | 1:39,95 |
| 4    | Katharina Huber      | Austria     | 1:40,02 |
| 5    | Marie-Therese Sporer | Austria     | 1:40,87 |
| 6    | Adriana Jelínková    | Paesi Bassi | 1:40,99 |
| 7    | Michaela Dygruber    | Austria     | 1:41,59 |
| 8    | Jessica Hilzinger    | Germania    | 1:41,76 |
| 9    | Charlie Guest        | Regno Unito | 1:42,44 |
| 10   | Lisa Grill           | Austria     | 1:42,44 |

Data: 27 marzo

Località: Ramsau am Dachstein

1ª manche:

Ore: 9.00 (UTC+1)

Pista: 

Partenza: 1 370 m s.l.m.

Arrivo: 1 194 m s.l.m.

Dislivello: 176 m

Tracciatore: Thomas Rimml
2ª manche:

Ore: 11.30 (UTC+1)

Pista: 

Partenza: 1 370 m s.l.m.

Arrivo: 1 194 m s.l.m.

Dislivello: 176 m

Tracciatore: Hannes Zöchling